# Шафарикова Триодь
Шафарикова Триодь — среднеболгарская пергаментная рукопись конца XII века. Представляет собой постную и цветную триодь. По мнению И. А. Карабинова, она является древнейшей из дошедших до наших дней славянских триодей. Содержит 151 лист, утрачены начало, конец и некоторые листы из середины триоди. Открывается 7-й песнью канона на утрене в Субботу Сыропустной седмицы, заканчивается каноном на утрене в Неделю Пятидесятницы.
Судя по языковым особенностям, создана охридской книжной школой. Записана кириллицей со вставками на глаголице. Предположительно, рукопись имела глаголический прототип.
Триодь принадлежит к важным рукописям, использующим музыкальный знак фита (греческий тета), и содержит 55 фитных начертаний, которые образуют 9 групп с различной частотой появления в тексте. В ней отмечено самое раннее среди болгарских памятников появление thema haploun, способ написания фиты, в сочетании с удвоенными знаками певческой нотации: оксия-дипли, вария-пиазма и апостроф.
В прошлом рукопись принадлежала Павлу Шафарику, в настоящее время сейчас хранится в Российской национальной библиотеке (№ F.п. I.74).